# Landkreis Neu-Ulm
Landkreis Neu-Ulm är ett distrikt (Landkreis) i Schwaben i det tyska förbundslandet Bayern.